# Over the Next Hill
Albums de Fairport Convention
XXXV
(2002) Sense of Occasion
(2007)
Over the Next Hill est un album studio du groupe de folk rock britannique Fairport Convention sorti en 2004 sur le label Matty Grooves Records (en).
Il comprend notamment une nouvelle version de Si Tu Dois Partir (en), version française d'une chanson de Bob Dylan déjà enregistrée par le groupe en 1969 sur l'album Unhalfbricking.

## Fiche technique

### Chansons
| No  | Titre                          | Auteur                                       | Durée |
| --- | ------------------------------ | -------------------------------------------- | ----- |
| 1.  | Over the Next Hill             | Steve Tilston (en)                           | 4:21  |
| 2.  | I'm Already There              | Chris Leslie (en)                            | 6:41  |
| 3.  | Wait for the Tide to Come In   | Ben Bennion                                  | 4:37  |
| 4.  | Canny Capers                   | Ric Sanders (en)                             | 5:11  |
| 5.  | Over the Falls                 | Chris Leslie                                 | 4:31  |
| 6.  | The Wassail Song               | traditionnel arrangé par Fairport Convention | 3:16  |
| 7.  | The Fossil Hunter              | Chris Leslie                                 | 6:15  |
| 8.  | Willow Creek                   | Steve Tilston, Chris Parkinson               | 3:51  |
| 9.  | Westward                       | Julie Matthews (en)                          | 4:09  |
| 10. | Some Special Place             | Ric Sanders                                  | 3:39  |
| 11. | Si Tu Dois Partir (en)         | Bob Dylan                                    | 3:27  |
| 12. | Auld Lang Syne (morceau caché) | traditionnel                                 |       |

### Musiciens

#### Fairport Convention
- Simon Nicol (en) : chant, guitare
- Dave Pegg : chant, basse, basse acoustique, contrebasse, mandoline
- Ric Sanders (en) : violon, mandoline
- Chris Leslie (en) : chant, mandoline, bouzouki, violon, ukulélé, flûte, mandoline électrique
- Gerry Conway : batterie, percussions

#### Musiciens supplémentaires
- Martin Lamble (en) : percussions sur Si Tu Dois Partir (reprise de l'enregistrement original de 1969)
- Anna Ryder : accordéon
- Chris While : chant sur Si Tu Dois Partir
- Simon Mayor, Hilary Mayor : chant sur Auld Lang Syne